# Erlabrunn
Erlabrunn là một đô thị ở huyện Würzburg bang Bayern, Đức.